# Poelcapelle British Cemetery
Poelcapelle British Cemetery is een Britse militaire begraafplaats met gesneuvelden uit de Eerste Wereldoorlog, gelegen in het Belgische dorp Poelkapelle. De begraafplaats ligt 1 km ten oosten van de dorpskerk. Ze werd ontworpen door Charles Holden en wordt onderhouden door de Commonwealth War Graves Commission. Het terrein heeft een nagenoeg vierkant grondplan met een oppervlakte van ongeveer 22.600 m² en wordt omgeven door een bakstenen muur. Een hoog boogvormig toegangsgebouw bevindt zich in de noordelijke hoek. Het Cross of Sacrifice staat centraal tegen de noordoostelijke muur en de Stone of Remembrance staat er recht tegenover, maar op een lager niveau.
Er worden 7.480 doden herdacht waarvan er 6.230 niet meer geïdentificeerd konden worden.

## Geschiedenis
Tijdens de Eerste Slag om Ieper werd Poelkapelle op 20 oktober 1914 door de Duitse troepen veroverd. Het dorp werd pas op 4 oktober 1917, tijdens de Derde Slag om Ieper door de Britse 11th Division heroverd. Maar in april 1918 werd het opnieuw uit handen gegeven tijdens het Duitse lenteoffensief. Uiteindelijk werd het dorp definitief door Belgische troepen heroverd op 28 september 1918.
De begraafplaats werd in 1919 aangelegd door de concentratie van verspreide graven uit de omliggende slagvelden en met graven uit kleine begraafplaatsen die werden ontruimd. Deze begraafplaatsen waren Houthulst Forest New Military Cemetery en Pilckem Road German Cemetery in Langemark, Keerselaere French Cemetery in Sint-Juliaan, Poelcapelle Communal Cemetery en Poelcapelle German Cemetery No. 2 in Poelkapelle, St. Jean Churchyard in Sint-Jan, Staden French Military Cemetery in Staden en Vijfwegen German Cemetery No. 1 in Vijfwegen. De meerderheid van de gesneuvelden vielen in de tweede helft van 1917, vooral in oktober tijdens de Derde Slag om Ieper.
Er rusten hier 6.578 Britten (waaronder 5.536 niet geïdentificeerde), 117 Australiërs (waaronder 79 niet geïdentificeerde), 536 Canadezen (waaronder 420 niet geïdentificeerde), 237 Nieuw-Zeelanders (waaronder 191 niet geïdentificeerde) en 10 Zuid-Afrikanen (waaronder 5 niet geïdentificeerde). Voor 9 doden werden Special Memorials opgericht omdat hun graven niet meer teruggevonden werden en men aanneemt dat ze onder de naamloze graven liggen. Voor 27 andere slachtoffers die oorspronkelijk op andere begraafplaatsen lagen maar van wie de graven door oorlogsgeweld waren vernietigd en niet meer teruggevonden werden, werd een Duhallow Block opgericht.
Er ligt ook nog 1 Brits slachtoffer uit de Tweede Wereldoorlog.
Deze begraafplaats werd in 2009 als monument beschermd.

## Graven
- John Condon, soldaat bij het 2nd Battalion, Royal Irish Regiment. Hij sneuvelde op 24 mei 1915 en wordt met zijn 14 levensjaren beschouwd als de jongste gesneuvelde Britse militair. Uit onderzoek blijkt echter dat meer dan waarschijnlijk een vergissing gebeurde bij de identificatie.[4]
- korporaal Albert V. Watson en de soldaten Richard Hutchings en Reginald E.S. Pinson waren slechts 17 jaar toen ze sneuvelden.
- In perk XVII rij C liggen zeven militairen die op 20 oktober 1919 omkwamen. Ze hadden ze een vuurtje aangelegd om hun eten op te warmen, toevallig op de plaats waar een onontplofte granaat lag. Hun namen zijn: John Byrne, Robert Alfred Eyre, D. Lloyd, Arthur Greaves, B. Tilley, J. Bentham en J.L. Williams.
- Hugh Gordon Langton, onderluitenant bij het London Regiment (Royal Fusiliers). Op zijn zerk staat een notenbalk met een muzikaal motief als onderschrift.
- soldaat Levi Whowell was 51 jaar toen hij sneuvelde en is daarmee het oudste slachtoffer op deze begraafplaats.

### Onderscheiden militairen
- Roger Alvin Poore, majoor bij de Royal Wiltshire Yeomanry werd onderscheiden met de Distinguished Service Order (DSO).
- Theodore Meredith Rixon, luitenant-kolonel bij het King's Royal Rifle Corps en Myer Tutzer Cohen, luitenant bij de Canadian Infantry werden onderscheiden met het Military Cross (MC).
- de korporaals Reginald Allen en William Valentine Cooper en soldaat Francis William Lawrence ontvingen de Distinguished Conduct Medal (DCM).
- nog 19 militairen ontvingen de Military Medal (MM).

### Aliassen
- korporaal Joseph Hector Mackenzie diende onder het alias Hugh Francis MacKenzie bij het 5th Canadian Mounted Rifles Battalion.
- soldaat William Perrin diende onder het alias W. Bradley bij de The Queen's (Royal West Surrey Regiment).
- soldaat George Levi diende onder het alias G. Crosby bij het Dorsetshire Regiment.